# ستيفانو كاروسو
ستيفانو كاروسو (بالألمانية: Stefano Caruso؛ بالإيطالية: Stefano Caruso) هو راقص على الجليد ألماني وإيطالي، ولد في 19 أبريل 1987 في روما في إيطاليا.

## وصلات خارجية
- ستيفانو كاروسو على موقع الاتحاد الدولي للتزلج (الإنجليزية)
- ستيفانو كاروسو على موقع الاتحاد الدولي للتزلج (الإنجليزية)
- ستيفانو كاروسو على موقع أوليمبيديا (الإنجليزية)
- ستيفانو كاروسو على موقع اللجنة الأولمبية الألمانية (الألمانية)